# Антонівка (Завітінський район)
Антонівка (рос. Антоновка) — село у Завітінському районі Амурської області Російської Федерації. Розташоване на території українського історичного та етнічного краю Зелений Клин.
Входить до складу муніципального утворення Антонівська сільрада. Населення становить 447 осіб (2018).

## Історія
Антонівка заснована у 1902 році під назвою Увальне, відтак село було перейменоване на честь першого жителя.
З 20 жовтня 1932 село року ввійшло до складу новоутвореної Амурської області.
З 1 січня 2006 року входить до складу муніципального утворення Антонівська сільрада.

## Населення
| 2002 | 2010 | 2012 | 2013 | 2014 | 2015 | 2016 |
| ---- | ---- | ---- | ---- | ---- | ---- | ---- |
| 588  | ↘501 | ↘497 | ↘481 | ↘468 | ↘448 | ↘441 |
| 2017 | 2018 |      |      |      |      |      |
| ↗442 | ↗447 |      |      |      |      |      |